# برندیواین (ویرجینیای غربی)
برندیواین(به انگلیسی: Brandywine) شهری در ایالت ویرجینیای غربی کشور ایالات متحده آمریکا است که جمعیت آن در سرشماری سال ۲۰۱۰ میلادی، ۲۱۸ نفر بوده‌است.